# The Light That Came
The Light That Came (também conhecido A Light That Came) é um filme mudo norte-americano de 1909 em curta-metragem, do gênero drama, dirigido por D. W. Griffith.